# Pierre Schwinte
Pierre Schwinte (Strasbourg, 1922. március 6. – 2000. március 11.) francia nemzetközi labdarúgó-játékvezető.

## Pályafutása

### Nemzeti játékvezetés
1952-ben lett az I. Liga játékvezetője. A nemzeti játékvezetéstől 1967-ben vonult vissza. Második Ligás mérkőzéseinek száma: 74. Első ligás mérkőzéseinek száma:  234.

#### Nemzeti kupamérkőzések
Vezetett kupadöntők száma: 2.

##### Francia labdarúgókupa
| Időpont         | Helyszín                 | Mérkőzés típusa        | Mérkőzés                        | Eredmény | Nézők száma |
| --------------- | ------------------------ | ---------------------- | ------------------------------- | -------- | ----------- |
| 1963. május 12. | Princes Stadion, Párizs  | döntő első mérkőzés    | AS Monaco FC–Olympique Lyonnais | 0 : 0    | 32 923      |
| 1963. május 23. | Colombes Stadion, Párizs | döntő második mérkőzés | AS Monaco FC–Olympique Lyonnais | 2 : 0    | 24 910      |

### Nemzetközi játékvezetés
A Francia labdarúgó-szövetség Játékvezető Bizottsága (JB) terjesztette fel nemzetközi játékvezetőnek, a Nemzetközi Labdarúgó-szövetség (FIFA) 1954-től tartotta nyilván bírói keretében. A FIFA JB központi nyelvei közül a franciát beszélte. Több nemzetek közötti válogatott és klubmérkőzést vezetett, vagy működő társának partbíróként segített. A Görög labdarúgó-szövetség meghívására több nemzeti bajnoki mérkőzést vezetett. A francia nemzetközi játékvezetők rangsorában, a világbajnokság-Európa-bajnokság sorrendjében többedmagával a 9. helyet foglalja el 9 találkozó szolgálatával. Az aktív nemzetközi játékvezetéstől 1967-ben búcsúzott. Válogatott mérkőzéseinek száma: 30.

#### Labdarúgó-világbajnokság
A világbajnoki döntőhöz vezető úton Svédországba a VI., az 1958-as labdarúgó-világbajnokságra, Chilébe a VII., az 1962-es labdarúgó-világbajnokságra valamint Angliába a VIII., az 1966-os labdarúgó-világbajnokságra a FIFA JB bíróként alkalmazta. A FIFA JB elvárásának megfelelően, ha nem működik játékvezetőként, akkor valamelyik társának segít partbíróként. 1962-ben egy csoportmérkőzésen volt partbíró. 1966-ban egy csoportmérkőzésen illetve az egyik nyolcaddöntőn kapott partbírói működést. A csoportmérkőzésen első számú küldéssel rendelkezett, játékvezetői sérülés esetén továbbvezethette volna a találkozót. Világbajnokságokon vezetett mérkőzéseinek száma: 4 + 3 (partbíró).

##### 1958-as labdarúgó-világbajnokság

###### Selejtező mérkőzés
| Időpont           | Helyszín                        | Mérkőzés típusa           | Mérkőzés            | Eredmény | Nézők száma |
| ----------------- | ------------------------------- | ------------------------- | ------------------- | -------- | ----------- |
| 1957. október 27. | Központi Stadion, Lipcse        | előselejtező (4. csoport) | NDK–Csehszlovákia   | 1 : 4    | 100 000     |
| 1957. november 3. | Augusztus 23. Stadion, Bukarest | előselejtező (7. csoport) | Románia–Görögország | 3 : 0    | 90 000      |

##### 1962-es labdarúgó-világbajnokság

###### Világbajnoki mérkőzés
| Időpont          | Helyszín                        | Mérkőzés típusa              | Mérkőzés               | Eredmény | Nézők száma |
| ---------------- | ------------------------------- | ---------------------------- | ---------------------- | -------- | ----------- |
| 1962. június 2.  | Sausalito Stadion, Vina del Mar | csoportmérkőzés (C. csoport) | Brazília–Csehszlovákia | 0 : 0    | 15 000      |
| 1962. június 10. | Sausalito Stadion, Vina del Mar | egyik negyeddöntő            | Brazília–Anglia        | 3 : 1    | 18 000      |

##### 1966-os labdarúgó-világbajnokság

###### Selejtező mérkőzés
| Időpont            | Helyszín                 | Mérkőzés típusa           | Mérkőzés               | Eredmény | Nézők száma |
| ------------------ | ------------------------ | ------------------------- | ---------------------- | -------- | ----------- |
| 1965. június 13.   | Práter Stadion, Bécs     | előselejtező (6. csoport) | Ausztria–Magyarország  | 0 : 1    | 70 067      |
| 1965. november 10. | Colombes Stadion, Párizs | rájátszás                 | Spanyolország–Írország | 1 : 0    | 35 731      |

###### Világbajnoki mérkőzés
| Időpont          | Helyszín                             | Mérkőzés típusa              | Mérkőzés                | Eredmény | Nézők száma |
| ---------------- | ------------------------------------ | ---------------------------- | ----------------------- | -------- | ----------- |
| 1966. július 19. | Ayresome Park Stadion, Middlesbrough | csoportmérkőzés (D. csoport) | Észak-Korea–Olaszország | 1 : 0    | 18 000      |
| 1966. július 26. | Wembley Stadion, London              | egyik elődöntő               | Anglia–Portugália       | 2 : 1    | 95 000      |

#### Labdarúgó-Európa-bajnokság
Az európai-labdarúgó torna döntőjéhez vezető úton Spanyolországba az II., az 1964-es labdarúgó-Európa-bajnokságra az UEFA JB játékvezetőként foglalkoztatta.

##### 1964-es labdarúgó-Európa-bajnokság

###### Selejtező mérkőzés
| Időpont           | Helyszín                      | Mérkőzés típusa   | Mérkőzés        | Eredmény | Nézők száma |
| ----------------- | ----------------------------- | ----------------- | --------------- | -------- | ----------- |
| 1963. december 4. | Municipal Stadion, Luxembourg | egyik negyeddöntő | Luxemburg–Dánia | 3 : 3    | 6 921       |

#### Olimpiai játékok
Az 1960. évi nyári olimpiai játékok labdarúgó tornájának mérkőzésein a FIFA játékvezetőként foglalkoztatta.

##### 1960. évi nyári olimpiai játékok
| Időpont             | Helyszín                | Mérkőzés típusa              | Mérkőzés             | Eredmény | Nézők száma |
| ------------------- | ----------------------- | ---------------------------- | -------------------- | -------- | ----------- |
| 1960. szeptember 1. | Városi Stadion, Firenze | csoportmérkőzés (B. csoport) | Olaszország–Brazília | 3 : 1    | 24 900      |

#### Nemzetközi kupamérkőzések
Vezetett kupadöntők száma: 3.

##### Vásárvárosok kupája
A tornasorozat 6. döntőjének – az első francia – bírója.
| Időpont           | Helyszín               | Mérkőzés típusa        | Mérkőzés                   | Eredmény | Nézők száma |
| ----------------- | ---------------------- | ---------------------- | -------------------------- | -------- | ----------- |
| 1961. október 11. | Olimpiai Stadion, Róma | döntő második mérkőzés | AS Roma–Birmingham City FC | 2 : 0    | 60 000      |

##### Bajnokcsapatok Európa-kupája
| Időpont           | Helyszín                         | Mérkőzés típusa                 | Mérkőzés                                        | Eredmény | Nézők száma |
| ----------------- | -------------------------------- | ------------------------------- | ----------------------------------------------- | -------- | ----------- |
| 1958. április 16. | Népstadion, Budapest             | egyik elődöntő (2. mérkőzés)    | Vasas SC–Real Madrid CF                         | 2 : 0    | 100 000     |
| 1965. február 24. | Spieringhorn Stadion, Amszterdam | egyik negyeddöntő (1. mérkőzés) | Door Wilskracht Sterk (holland)–Győri Vasas ETO | 1 : 1    | 46,915      |

##### Kupagyőztesek Európa-kupája
| Időpont        | Helyszín                      | Mérkőzés típusa | Mérkőzés                    | Eredmény | Nézők száma |
| -------------- | ----------------------------- | --------------- | --------------------------- | -------- | ----------- |
| 1966. május 5. | Hampden Park Stadion, Glasgow | döntő           | Borussia Dortmund–Liverpool | 2 : 1    | 41 657      |

##### Interkontinentális kupa
| Időpont           | Helyszín                  | Mérkőzés típusa        | Mérkőzés             | Eredmény | Nézők száma |
| ----------------- | ------------------------- | ---------------------- | -------------------- | -------- | ----------- |
| 1962. október 11. | Estádio da Luz, Lisszabon | döntő második mérkőzés | SL Benfica–Santos FC | 2 – 5    | 70 000      |

#### A magyar labdarúgó-válogatott mérkőzései (1902–1929)
| Időpont           | Helyszín                | Mérkőzés típusa          | Mérkőzés              | Eredmény | Nézők száma |
| ----------------- | ----------------------- | ------------------------ | --------------------- | -------- | ----------- |
| 1963. október 27. | Népstadion, Budapest    | 405. válogatott mérkőzés | Magyarország–Ausztria | 2 : 1    | 70 000      |
| 1964. május 2.    | Práter Stadion, Bécs    | 408. válogatott mérkőzés | Ausztria–Magyarország | 1 : 0    | 75 000      |
| 1965. május 5.    | Wembley Stadion, London | 415. válogatott mérkőzés | Anglia–Magyarország   | 1 : 0    | 50 000      |

## Sportvezetői pályafutása
Aktív pályafutását befejezve 1970-ig az elzászi Labdarúgó -szövetség, a Ligue d'Alsace de Football Association (LAFA) elnöke. A francia Labdarúgó-szövetség megbízásából játékvezetőkre vonatkozó tanulmányokkal és értekezletek (továbbképző tanfolyamok) szervezésével és vezetésével foglalkozott.

## Írásai
1972-ben társszerzőként megjelent a játékvezetők képzésével foglalkozó  „L'arbitrázs” tankönyve.

## Sikerei, díjai
- 1969-ben a nemzetközi játékvezetés hírnevének erősítése, hazájában 10 éve a legmagasabb Ligában (osztályban) folyamatosan tevékenykedő, eredményes pályafutása elismeréseként, a FIFA JB felterjesztésére az 1965-ben alapított International Referee Special Award címmel és oklevéllel tüntette ki.
- 1972-ben a sportban nyújtott eredményes munkájáért a Francia Lovagkereszt kitüntetést kapta.